# Salão Holler
O Salão Holler é um edifício histórico construído pelos imigrantes alemães, na cidade de Ivoti-RS, usando a técnica construtiva chamada enxaimel. Sua função era de entretenimento: as pessoas vinham a cavalo das redondezas para participarem dos bailes realizados neste local.

## Descrição
O prédio foi construído pela família Holler, não se sabe ao certo em que ano. O primeiro proprietário de que se tem notícias é Guilherme Holler, que provavelmente é descendente de Karl Holler, um dos imigrantes que chegaram a Ivoti. Guilherme vendeu as terras a Benno Sprenner, que vendeu a Hilda Lúcia Hexner em 1955.
Originalmente, a edificação funcionava como um salão de bailes, em uma propriedade de dez hectares. Depois virou fábrica de tamancos, e fábrica de selas. Na década de 2000, a casa já estava dividida em cômodos, onde viviam cinco famílias de inquilinos, a proprietária e seus filhos, e algumas pessoas solteiras. Nove hectares do terreno já haviam sido vendidos pela proprietária (Hilda Hexner).
Em 1955, a propriedade tinha 10 hectares. A área original construída do salão era de 525,89 m², com dimensões de 19,92m x 13,20m.

## Implantação

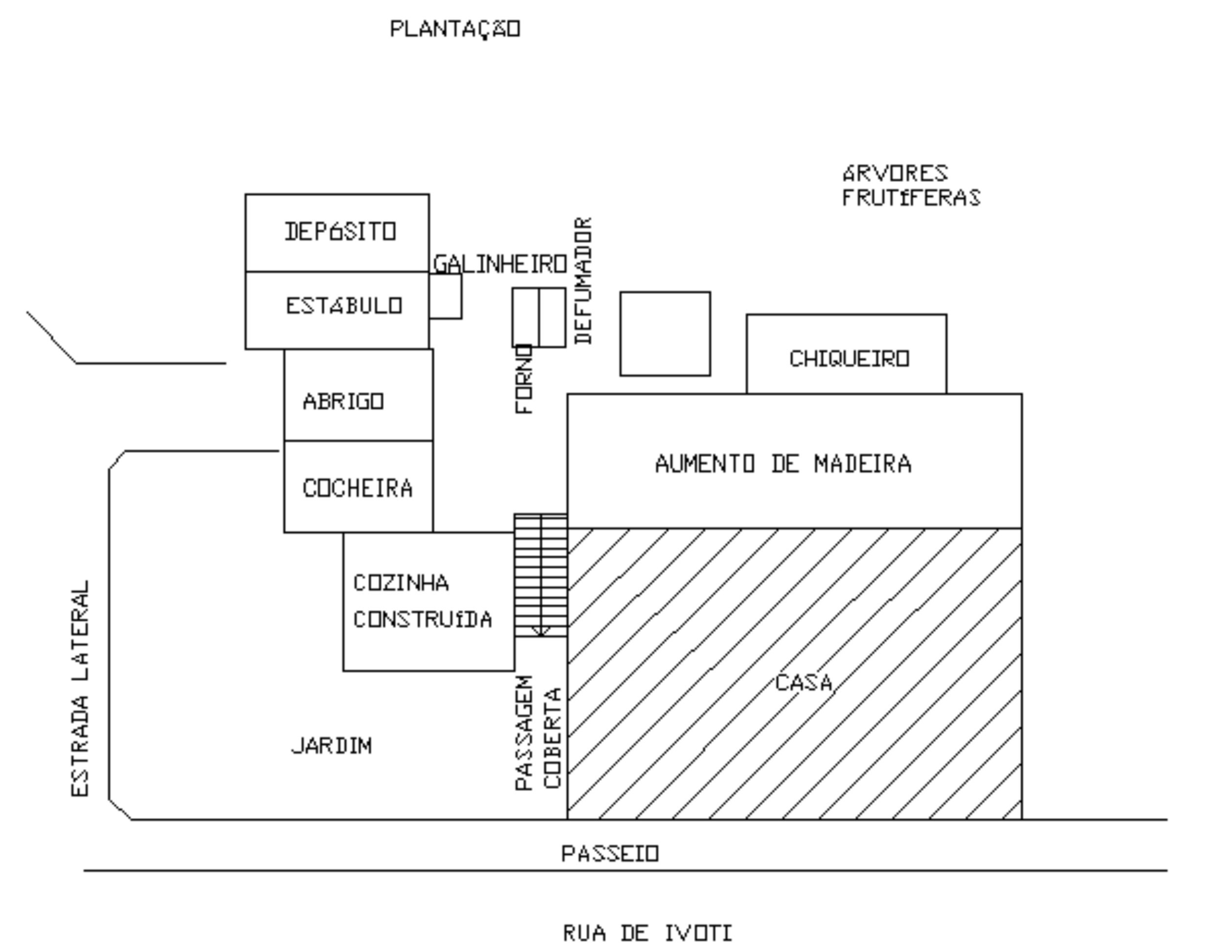
Implantação do Sallão Holler.

A implantação do Salão Holler obedece ao que foi comentado em relação aos aldeamentos imaginários criados pelos imigrantes utilizando a explosão da residência, tendo uma pequena construção para cada função. Também fica visível a manutenção do pomar perto da casa e a plantação aos fundos. Provavelmente o potreiro localizava-se entre a plantação, o pomar e as pequenas construções.
De início, os colonos plantavam na área mais próxima à casa. Conforme derrubavam a mata virgem, a plantação ficava mais longe da casa e o espaço, antes plantado, virava potreiro. Como a propriedade do Salão Holler mantém a organização espacial dos terrenos dos imigrantes, pressupomos que o potreiro também se localize de acordo com a mesma.
Quando a propriedade foi comprada pela família Hexner, a cozinha isolada ainda estava em pé. Era utilizada para defumação de produtos. “Tinha 44,21m² com fundações de 90 cm de espessura em pedra grés aparelhada”. A pia também era de pedra grés. Mas, por estar em condições precárias, foi reconstruída. Além disso, a proprietária construiu um anexo de 5,70m de largura em toda a extensão dos fundos da edificação.

## Arquitetura

### Porão
A edificação possui um porão de mesmo tamanho da casa, onde havia um estábulo, com 3,25m de pé-direito. O estábulo servia para que os colonos acomodassem seus cavalos à noite, já que vinham de longe e este era o meio de transporte da época. Por isso, há cochos lavrados em pedra e argolas de ferro chumbadas nas paredes.
Quando o Salão passou a abrigar a fábrica, o estábulo abrigava os burros utilizados para puxar as carroças com as mercadorias. Hoje o espaço foi transformado em três cômodos para aluguel e um depósito.

### Primeiro pavimento
A construção original tem 19,92 (90,5 palmos) por 13,20m (60 palmos) de fundos. Em planta baixa (...) O espaço maior era reservado ao salão de danças, junto ao qual haviam dois quartos e, num ângulo formado pelas paredes, o balcão de bebidas (...). Junto ao balcão havia uma pequena passagem que levava ao restaurante, junto ao qual havia uma copa com uma despensa. Um pequeno corredor ligava a copa ao salão de baile.

Quando os agricultores chegavam ao salão, acomodavam os cavalos e iam para os quartos se tocar (havia um para os homens e outro para as mulheres). A roupa ficava nos cabides e as crianças pequenas eram deixadas para dormir nas camas.
No salão havia um estrado para os músicos e ao redor o salão podiam ser colocadas algumas mesas, mas o comum era que ficassem sentados em bancos junto às paredes ou em pé, homens para um lado do salão e mulheres para o outro. O piso da pista de danças era cuidadosamente lixado e encerado com ferro de passar roupas para que ficasse liso e escorregadio.
Quando não havia baile, a edificação tomava funções de uma casa: os quartos eram usados pelos pais e pelos filhos e a copa funcionava como sala de convivências.
Uma estrutura de madeira ao sul apodreceu e foi trocada por uma parede de alvenaria. O madeiramento da fachada principal também precisou ser trocado em alguns pontos. Ainda se mantêm duas janelas e uma porta originais. O nível da rua foi rebaixado e tiveram que ser retiradas as duas escadarias que permitiam acesso para o salão e para o restaurante. Depois disso, as duas portas de acesso foram trocadas por janelas.

### Telhado
As telhas utilizadas são do tipo canal. Weimer maravilhou-se com a estrutura do telhado e comenta, em seu livro Arquitetura da imigração alemã, que esta é a estrutura de telhado mais bem realizada entre as 32 construções levantadas durante os trabalhos de pesquisa para a publicação.
Trata-se de um telhado "de caibros" com 7 pares de caibros principais (seção de 18 por 30cm) e 18 pares de secundários (seção de 1/2 palmo por 1/2 palmo), que se apóiam em 25 barrotes (seção 18 por 18cm). Entre os pares de caibros principais há tirantes de 18 por 22crn. Entre os caibros principais e contíguos estão encaixados duas terças de 18 por 20crn, em cada água, que estão sustentadas por mãos-francesas de 13 por 13cm.
(...) o ângulo entre as águas é de 124°. Nos beirais, o acabamento foi feito com cimalhas triangulares de madeira maciça, encaixadas nos topos dos barrotes. Em perfil apresentam um quarto côncavo, um quarto convexo e uma gola, separados por filetes.

Distribuídas simetricamente nos frontões, há duas janelas com vidraças em guilhotina e tampos internos. Estão na proporção de 2 por 3 (76 por 114cm).

### Aberturas
As janelas têm vidraças de guilhotina com 12 vidros e tampos internos de 4 folhas. Estão na proporção de 3 por 5 (100 por 166cm). As duas portas da fachada principal teriam tido duas folhas iguais e uma bandeira fixa, com a proporção 5 por 9 (150 por 270cm). As portas internas e a externa, junto à "cozinha", têm a mesma forma e estão na proporção de 2 por 5 (108 por 270cm), com exceção da porta entre a copa e o salão de baile que está na proporção de 1 por 2 (135 por 270cm).
Além dessas aberturas, ainda temos o levantamento das janelas com vidraças localizadas nos frontões a casa, citadas no final do item anterior, e as do porão. Sobre essas últimas, Weimer (1983, p.184) comenta que “As janelas têm tampos simples e as portas, folhas duplas. As primeiras estão na proporção de 2 por 3 (82 por 123cm) e as segundas, na de 5 por 9 (147 por 264cm)”.

### Madeiramentos da estrutura
Um dos aspectos que mais impressionou Weimer foi a quantia de madeira empregada na construção este edifício. Segundo os cálculos da pesquisa, foram ao todo aproximadamente 64,5m³. Para a estrutura do telhado, comentada anteriormente, foram necessários 25,7m³.
As paredes têm um pé-direito muito alto e possuem cunhais apoiados diretamente nas fundações. Não possuem peitoris nem vergas, e existe uma escora em cada extremidade de parede. “As peças estruturais têm seções quadradas, tendo os cunhais e baldrames 32 cm (±2), os esteios principais 28cm (±3) e as demais 16cm (±1) de lado” (WEIMER, 1983, p.183). O volume de madeira empregada é de cerca de 24,4 m³. O costume da época era montar os panos de paredes no chão e depois levantá-los. Nesta construção, a altura a se vencer para apoiar as paredes era de 3m, relativos às fundações dos fundos. Levando esses fatores em consideração, Weimer (1983, p.183) se questiona sobre “como teria sido levantado todo este peso somente com força humana ou, eventualmente, força animal? Acreditamos que isto só teria sido possível se fosse levantado por partes”.

Para o entrepiso foram necessários aproximadamente 14,4m³ de madeira, segundo os cálculos de Weimer. O autor salienta que esta estrutura possui uma lógica diferenciada do resto da obra, tendo sido realizada de acordo com o piso superior. Frente ao esmero percebido no “acabamento das fundações, (...) execução dos vãos, (...) cochos e da ferrugem da estrebaria” (WEIMER, 1983, p.184), há uma grande incompatibilidade com a grande diversidade de medidas e materiais encontrados nesta estrutura. Existem dois tipos de pilares: de pedra grés, 75 x 75 cm, ou de madeira, 1 pé x 1 pé. Dois tipos de barrotes: de 1 palmo x 1 palmo ou de ½ pé x ½ pé. Vários tipos de vigas: 39 x 43 cm, 38 x 38 cm, 33 x 33 cm, ou 27 x 27 cm.
O forro tem tabuado duplo. Duas magníficas vigas·mestras de seção de 26 por 34cm atravessam longitudinalmente a construção. A primeira, de 7,20m cobre o restaurante. A segunda, com 12,65m de comprimento, atravessa o salão de baile. Para diminuir o vão entre os apoios, foi intercalado um pilar torneado de 32cm de diâmetro e 3,70m de comprimento. É admirável que nas condições tecnológicas da época fosse possível tornear uma peça destas dimensões!